# 伊本·阿拉比
伊本·阿拉比（阿拉伯语：‎，1165年—1240年）是一个安达卢西亚的苏菲派神秘主义者、诗人以及哲学家。 苏菲派称他为“最伟大的大师”，他也可以被认为是一个真正的圣人。
伊本出生于穆尔西亚。他的父亲阿里·本·穆罕默德曾在Mardanish的军队服役。当伊本Mardanīsh于公元1172去世，阿里·本·穆罕默德迅速地向苏丹蒙哈德效忠。他的家人从穆尔西亚搬迁到塞维利亚。
伊本的主要作品有《智慧珍宝》、《麦加的开示》、《摩苏尔的递降》、《使命之冠》等。

## 神圣定制与容器流溢
在《智慧珍宝》第一章中，伊本·阿拉比以亚当受造的故事为引子，阐述了他对创造论的观点。他认为，真主并没有创造世界的外在需求，祂不需要世界。祂创造世界仅仅是为了以世界为镜子显明自己，在自身中观察自身。而人类在这个受造的世界中则犹如神的双眼，人以自己的智慧对万物进行认识，同时也由此认知了神。
在具体的创造环节上，阿拉比设立了所谓“神圣定制”这一术语。他认为，万物的原型就像模板一样形而上地存在着，而万物的实存、具现则是通过真主将这些定制的模板活体化而成就的。在这一方面，他的观念与柏拉图的“形式”有类似之处。
万物的形而上理念，即柏拉图式的形式，被阿拉比称为“固有原型”，固有原型的显现即“最神圣的流溢”。在“最神圣的流溢”中，容器是事物的形而上理念，流溢出的，是神圣精神。而万物的形而下实体，即一般的存在，则通过“神圣的流溢”，从固有原型中脱胎而出。